# موتور پمپ گل‌سرخی
موتور پمپ گل‌سرخی یک منطقهٔ مسکونی در ایران است که در دهستان ارزوئیه واقع شده‌است. موتور پمپ گل‌سرخی ۶۹ نفر جمعیت دارد.